# Cruzando el límite
Cruzando el límite es una película española dirigida por Xavi Giménez, estrenada en España en 2010.
El reparto en su mayoría son actores de series de televisión, muchos de ellos catalanes.

## Argumento
Fran (17) y su padre Luis (55) no se entienden, apenas existe comunicación entre ellos. Toda la información que Luis recibe de su hijo es negativa y preocupante: cuando no tiene que recogerlo en Urgencias es la Policía quién lo busca. Además, existen demasiados reproches entre ellos. Se han ido alejando hasta el punto de que ahora ya ni se conocen. La ausencia de la figura materna, que les abandonó tiempo atrás, no hizo más que favorecer este distanciamiento. 
Cuando Fran sufre la traición de sus dos mejores amigos, la violencia entra en juego: un pobre hombre intenta atracar la tienda de su padre y Fran reacciona con una brutalidad y un descontrol que casi acaban con su vida. Y Luis llega al límite. No sabe cómo dominar a su hijo. Y entonces descubre un anuncio de un centro que promete conseguir todo aquello que Luis no ha conseguido. La desesperación le vence y Luis juega esta última carta. 
Esa misma noche, dos desconocidos despiertan a Fran y se lo llevan por la fuerza. Luis está esperando a su hijo fuera, con la maleta hecha. "Es lo mejor", le dice. Pero en realidad Luis no tiene ni idea de dónde ha enviado a su hijo... 
"Los Olivos" es un centro de reeducación conductual basado en un método psicológico cruel e inhumano. Dirigido con mano de hierro por Óscar (47), un fundamentalista creyente en el método, Fran se verá atrapado en un sistema lleno de normas absurdas y con una disciplina extrema basada en el premio y el castigo. Allí los internos no pueden hablar sin permiso, no pueden tener contacto con el exterior. Y, para poder ser "reeducados", Óscar y el resto de "Padres" someten a los chavales a todo tipo de torturas psicológicas. En el centro sólo hay dos salidas: ceder o volverse loco. 
Fran intenta establecer lazos de amistad con los internos que forman su grupo pero, cuando empieza a conseguirlo, Óscar, siempre atento, se las arregla para conseguir romper el grupo y llevar a Fran al extremo de la tortura psicológica. 
Paralelamente al tratamiento de su hijo, Luis sigue también un tratamiento para los padres. Aunque ve cosas extrañas y hace un primer intento de sacar a su hijo del centro, termina dejándose llevar por las falsas promesas de un futuro mejor. Fran necesita ayuda y él no sabe dársela. Pero Luis no tiene ni idea de lo que sucede dentro del centro: no sabe que uno de los "Padres", Nando, es capaz de perder el control y estar a punto de matar a uno de los chavales; también desconoce el abanico de castigos maquiavélicos que Óscar es capaz de orquestar para conseguir anular la voluntad de los chavales; y por supuesto, es incapaz de imaginarse el inmenso terror que su hijo está sufriendo.
A través del drama de otra pareja que sigue el mismo tratamiento, Luis por fin conseguirá reaccionar y partirá decidido a sacar a su hijo del centro... La cuestión es si no será ya demasiado tarde para todos.